# Liste der Baudenkmäler in Pommelsbrunn
Auf dieser Seite sind die Baudenkmäler in der mittelfränkischen Gemeinde Pommelsbrunn zusammengestellt. Diese Tabelle ist eine Teilliste der Liste der Baudenkmäler in Bayern. Grundlage ist die Bayerische Denkmalliste, die auf Basis des Bayerischen Denkmalschutzgesetzes vom 1. Oktober 1973 erstmals erstellt wurde und seither durch das Bayerische Landesamt für Denkmalpflege geführt wird. Die folgenden Angaben ersetzen nicht die rechtsverbindliche Auskunft der Denkmalschutzbehörde.

## Baudenkmäler nach Gemeindeteilen

### Pommelsbrunn
| Lage                                                                                  | Objekt                                           | Beschreibung | Akten-Nr.      | Bild           |
| ------------------------------------------------------------------------------------- | ------------------------------------------------ | --- | -------------- | -------------- |
| Auäcker; im Gemeindegebiet von Pommelsbrunn beim ehemaligen Ortsteil Höfen (Standort) | Bahntrasse                                       | Reichsbahntrasse mit rundbogigem Betonviadukt, 1944/45 zum Anschluss des Doggerwerks an die Eisenbahnstrecke Nürnberg–Oberpfalz begonnen | D-5-74-147-105 | BW             |
| Dorschstraße 2 (Standort)                                                             | Ehemaliges Badhaus                               | Zweigeschossiger in den Hang gebauter Satteldachbau, im Kern 1486, Umbauten 16. bis 18. Jahrhundert, verändert drittes Viertel 19. Jahrhundert | D-5-74-147-96  | weitere Bilder |
| Kieselmühlweg 1 (Standort)                                                            | Mühle, sogenannte Kieselmühle                    | Zweigeschossiger Schopfwalmdachbau mit reichem Fachwerk, dendrochronologisch datiert 1824 | D-5-74-147-4   | BW             |
| Kirchplatz 2 (Standort)                                                               | Ehemaliges Gasthaus                              | Zweigeschossiger verputzter L-förmiger Steildachbau, 18./19. Jahrhundert, Haustür bezeichnet „1845“ | D-5-74-147-6   | BW             |
| Kirchplatz 3 (Standort)                                                               | Ehemaliges Richterhaus                           | Zweigeschossiger Schopfwalmdachbau mit reicher Fachwerkfassade, 1753 Nebengebäude: zweigeschossiger Fachwerkbau, Erdgeschoss zum Teil massiv, 18./19. Jahrhundert | D-5-74-147-7   | weitere Bilder |
| Kirchplatz 5 (Standort)                                                               | Evangelisch-lutherische Pfarrkirche Sankt Lorenz | Mittelalterliche Chorturmanlage: Langhaus mit Satteldach und rechteckiger Chorturm mit oktogonalem Aufsatz und Zeltdach, im Kern 14./15. Jahrhundert, Veränderungen 1693, Langhaus 1726–31; mit Ausstattung Kirchhofmauer: ringförmige Massivmauer mit Satteldachabschluss und Portal, 17./18. Jahrhundert | D-5-74-147-8   | weitere Bilder |
| Kirchplatz 7 (Standort)                                                               | Pfarrhaus                                        | Zweigeschossiger verputzter Kalksteinbau mit Steildach, bezeichnet „1689“ | D-5-74-147-9   | BW             |
| Laurentiusgasse 4 (Standort)                                                          | Wohnhaus                                         | Zweigeschossiger Satteldachbau, Obergeschoss und Giebel verputztes Fachwerk, wohl 18. Jahrhundert | D-5-74-147-5   | BW             |
| Nürnberger Straße 7 (Standort)                                                        | Gasthaus                                         | Langgestreckter zweigeschossiger Schopfwalmdachbau mit reicher Fachwerk-Giebelfassade, Anfang 18. Jahrhundert | D-5-74-147-2   | weitere Bilder |
| Schleußberg (Standort)                                                                | Burgruine Lichtenstein                           | Reste des Palas und Mauerreste, erste Hälfte 14. Jahrhundert, romantisierende Teilrestaurierung nach 1851 Denkmal: Pyramide auf Postament, Kalkstein, für Freiherrn Ebner von Eschenbach, zweite Hälfte 19. Jahrhundert                                                                                    | D-5-74-147-11  | weitere Bilder |
| Sulzbacher Straße 2 (Standort)                                                        | Ehemaliges Wohnstallhaus                         | Zweigeschossiger Steildachbau, erste Hälfte 19. Jahrhundert | D-5-74-147-10  | weitere Bilder |
| Sulzbacher Straße 4 (Standort)                                                        | Wohnhaus                                         | Zweigeschossiger Ziegelsteinbau, Zwerchhaus, gusseiserner Balkon, um 1880 Nebengebäude: eingeschossiger Ziegelsteinbau, um 1880 | D-5-74-147-97  | BW             |
| Sulzbacher Straße 10 (Standort)                                                       | Bauern- und Handwerkerhaus, ehemalige Schmiede   | zweigeschossiger, traufständiger Massivbau mit Steilsatteldach, verputzt, wohl 18. Jh., Umbau bezeichnet 1927 | D-5-74-147-127 | BW             |

### Appelsberg
| Lage                    | Objekt                   | Beschreibung                                                                                     | Akten-Nr.     | Bild           |
| ----------------------- | ------------------------ | ------------------------------------------------------------------------------------------------ | ------------- | -------------- |
| Appelsberg 1 (Standort) | Ehemaliges Wohnstallhaus | Eingeschossiger verputzter Kalksteinbau mit reichem Giebelfachwerk, erste Hälfte 18. Jahrhundert | D-5-74-147-12 | weitere Bilder |

### Arzlohe
| Lage                   | Objekt                                        | Beschreibung                                                                  | Akten-Nr.     | Bild           |
| ---------------------- | --------------------------------------------- | ----------------------------------------------------------------------------- | ------------- | -------------- |
| Alte Kirche (Standort) | Ruine der Kapelle St. Rochus und St. Leonhard | Spätgotische Umfassungsmauern aus Kalk-Bruchstein, 15./Anfang 16. Jahrhundert | D-5-74-147-14 | weitere Bilder |
| Arzlohe 7 (Standort)   | Scheune                                       | Stattlicher Fachwerkbau mit Steildach, 18. Jahrhundert                        | D-5-74-147-13 | Scheune        |

### Bürtel
| Lage                 | Objekt     | Beschreibung                                                                          | Akten-Nr.               | Bild           |
| -------------------- | ---------- | ------------------------------------------------------------------------------------- | ----------------------- | -------------- |
| Bürtel 1 (Standort)  | Bauernhaus | Stattlicher Wohnstallbau mit Fachwerkgiebeln, Mitte 18. Jahrhundert, mit älterem Kern | D-5-74-147-15           | weitere Bilder |
| Bürtel 7 (Standort)  | Bauernhof  | Zweigeschossiger Wohnstallbau mit Satteldach, Ende 18. Jahrhundert                    | D-5-74-147-17           | weitere Bilder |
| Bürtel 7 (Standort)  | Stadel     | Stadel mit Fachwerk, Ende 18. Jahrhundert                                             | D-5-74-147-17 zugehörig | BW             |
| In Bürtel (Standort) | Scheune    | Fachwerkbau mit Steildach, Ende 18. Jahrhundert, teilweise erneuert                   | D-5-74-147-16           | weitere Bilder |

### Eschenbach
| Lage                                                                               | Objekt                                         | Beschreibung | Akten-Nr.      | Bild           |
| ---------------------------------------------------------------------------------- | ---------------------------------------------- | --- | -------------- | -------------- |
| Bahnstrecke Nürnberg–Schirnding; Pegnitz; bei Streckenkilometer 35,061 (Standort)  | Eisenbahnbrücke                                | Bestandteil der Fichtelgebirgsbahn, Eisenträgerbrücke über die Pegnitz mit genietetem Gitterfachwerk und einseitigem, verstärkendem Vollwandträger, Widerlager und Auflager aus Granitmauerwerk, 1877, 1899, Umbau um 1930 | D-5-74-147-111 | weitere Bilder |
| Eschenbach 3 (Standort)                                                            | Schmiede                                       | Zweigeschossiger massiver Steildachbau mit reichem Fachwerkgiebel, wohl Mitte 18. Jahrhundert Scheune: Massivbau mit Fachwerkgiebel, 19. Jahrhundert | D-5-74-147-19  | BW             |
| Eschenbach 4; In Eschenbach (Standort)                                             | Bauernhof                                      | Wohnstallhaus: stattlicher massiver Steildachbau, erste Hälfte 19. Jahrhundert Nebenhaus: 18. Jahrhundert Scheune: Fachwerkbau, 18. Jahrhundert | D-5-74-147-20  | BW             |
| Eschenbach 17 (Standort)                                                           | Ehemaliges Wohnstallhaus                       | Eingeschossiger massiver Satteldachbau, 18. Jahrhundert, einseitig erweitert | D-5-74-147-21  | weitere Bilder |
| Eschenbach 23 (Standort)                                                           | Scheune                                        | Fachwerkbau, 17. bis 19. Jahrhundert Haustür des zugehörigen Wohnhauses, bezeichnet 1860 | D-5-74-147-22  | BW             |
| Eschenbach 24 (Standort)                                                           | Mühle                                          | zweigeschossiger, giebelständiger Massivbau mit mächtigem Steilsatteldach und Schopf, hofseitig Zwerchhaus mit Satteldach, Mitte/2. Hälfte 17. Jh. | D-5-74-147-121 | BW             |
| Eschenbach 25 (Standort)                                                           | Wohnhaus mit Bäckerei                          | Zweigeschossiger, giebelständiger und verputzter Massivbau mit steilem Satteldach, Obergeschoss und Giebel Fachwerk, drittes Viertel 19. Jahrhundert, Umbau zur Bäckerei 1912 Scheune: zweigeschossiger Satteldachbau mit massiven Erd- sowie Fachwerkobergeschoss und -giebel, drittes Viertel 19. Jahrhundert                               | D-5-74-147-23  | weitere Bilder |
| Eschenbach 29; In Eschenbach; zwischen den Anwesen 29 und 33 (Standort)            | Scheune                                        | Fachwerkbau, bezeichnet „1754“, vergrößert spätes 18./frühes 19. Jahrhundert | D-5-74-147-25  | weitere Bilder |
| Eschenbach 108 (Standort)                                                          | Wohnstallhaus                                  | Langgestreckter Satteldachbau, Obergeschoss und Giebel Fachwerk, zweite Hälfte 18. Jahrhundert | D-5-74-147-18  | BW             |
| Eschenbach 217 (Standort)                                                          | Landhaus                                       | Zweigeschossiger Flachsatteldachbau mit Fachwerkobergeschoss und Seitenflügeln, Mitte 19. Jahrhundert, Aufstockung und Seitenflügel durch Carl von Ebner, 1868 Stützmauer mit Terrasse und Brunnenhaus, Sandsteinquadermauerwerk, gleichzeitig.                                                                                               | D-5-74-147-116 | BW             |
| Eschenbach 230, westlich des Ortes am Steilhang der Hersbrucker Schweiz (Standort) | Carl-Wenglein-Naturschutzgelände               | Landschaftsgarten: waldartiger Park mit „Felsenschlucht“ und künstlichem Wegesystem, angelegt von Carl Wenglein ab 1928, darin: - drei Blockhütten - Pavillon: Wenglein-Haus (Mathias-Steinle-Haus) - Wegkreuz: mit hölzernem Kruzifix im alpenländischen Stil - Inschrifttafel: Hindenburg-Bronze-Plakette von 1932.                         | D-5-74-147-104 | weitere Bilder |
| Eschenbach 404, an der Nordseite des Vorhofs (Standort)                            | Ehemalige Schlossökonomie                      | Langgestreckter zweigeschossiger Massivbau, verputzt, bezeichnet „1559“, heutiger Zustand um 1820 | D-5-74-147-33  | weitere Bilder |
| Eschenbach 405 (Standort)                                                          | Ehemaliges Wohnstallhaus                       | Zweigeschossiger Mansarddachbau, Obergeschoss und Giebel Fachwerk, teilweise verputzt, Ende 18./Anfang 19. Jahrhundert | D-5-74-147-27  | BW             |
| Eschenbach 406; In Eschenbach (Standort)                                           | Schloss, ehemalige Wasserburg                  | Rechteckiger dreigeschossiger massiver Palas mit zeitgleichem Flügelbau an der Nordostecke, 1554/55, und Spitzhelmturm, 1885 Südseite des Innenhofs Mauer mit Wehrgang Teile der äußeren Befestigung und Rundturm mit Kuppeldach des 18. Jahrhunderts Bachbrücke                                                                              | D-5-74-147-32  | weitere Bilder |
| Eschenbach 409 (Standort)                                                          | Pfarrhaus                                      | Stattlicher zweigeschossiger Steilsatteldachbau mit Fachwerkobergeschoss und -giebel, Heimatstil, von Fritz Mayer, 1939 | D-5-74-147-35  | weitere Bilder |
| Eschenbach 411 (Standort)                                                          | Evangelisch-lutherische Pfarrkirche Sankt Paul | Chorturm um 1300, Langhausmauern 14./15. Jahrhundert, Turmobergeschosse (Pyramidendach) spätes 15. Jahrhundert (bezeichnet „1461“), 1414 (dendrochronologische Datierung) Erhöhung des Langhauses, 1760 Einbau des Tonnengewölbes; mit Ausstattung Teile der Friedhofbefestigung: Kalkstein, 15. Jahrhundert Gittertor: Mitte 19. Jahrhundert | D-5-74-147-34  | weitere Bilder |
| Eschenbach 413 (Standort)                                                          | Ehemaliges Wohnstallhaus                       | Zweigeschossiger Satteldachbau, Obergeschoss Fachwerk, 18./19. Jahrhundert | D-5-74-147-28  | weitere Bilder |
| Eschenbach 416 (Standort)                                                          | Scheune                                        | Fachwerkbau mit Satteldach, 17./18. Jahrhundert | D-5-74-147-31  | BW             |
| Eschenbach 418 (Standort)                                                          | Ehemaliges Wohnstallhaus                       | Zweigeschossiger Satteldachbau mit massivem Erdgeschoss, Obergeschoss und Giebel reiches Fachwerk, erste Hälfte 18. Jahrhundert | D-5-74-147-30  | weitere Bilder |
| Eschenbach 504 (Standort)                                                          | Ehemaliges Bauernhaus                          | Erdgeschoss massiv, Obergeschoss und Giebel Fachwerk, wohl Anfang 19. Jahrhundert Baulich angeschlossene Scheune, gleichzeitig | D-5-74-147-26  | weitere Bilder |
| Eschenbach 604 (Standort)                                                          | Ehemaliges Wohnstallhaus                       | Eingeschossiger Satteldachbau mit Fachwerkgiebeln, einseitig verbrettert, 1693 (dendrochronologische Datierung) | D-5-74-147-29  | BW             |
| Eschenbach 606 (Standort)                                                          | Fachwerkscheune mit integrierter Remise        | Eingeschossiger Satteldachbau, Westgiebel aus Quadermauerwerk, Mitte 19. Jahrhundert | D-5-74-147-112 | BW             |
| Hirschbach; in Eschenbach; im Ort nahe Schloss (Standort)                          | Brücke                                         | Einjochige Bogenbrücke, Sandstein, 19. Jahrhundert | D-5-74-147-36  | weitere Bilder |
| Roth; am nördlichen Ortsrand (Standort)                                            | Turn, sogenannter Herold-Turm                  | Künstliche Ruine mit anschließendem Mauerzug, bezeichnet „Wenglein“, 1926/28 errichtet | D-5-74-147-103 | weitere Bilder |

### Fischbrunn
| Lage                     | Objekt                   | Beschreibung | Akten-Nr.               | Bild                     |
| ------------------------ | ------------------------ | --- | ----------------------- | ------------------------ |
| Fischbrunn 4 (Standort)  | Bauernhof                | Zweigeschossiges massives Wohnstallhaus mit Fachwerkgiebel, 19. Jahrhundert                                                          | D-5-74-147-38           | weitere Bilder           |
| Fischbrunn 4 (Standort)  | Scheune                  | Fachwerkbau auf Steinsockel, bezeichnet „1727“                                                                                       | D-5-74-147-38 zugehörig | Scheune                  |
| Fischbrunn 7 (Standort)  | Ehemaliges Wohnstallhaus | Zweigeschossiger massiver Satteldachbau mit Fachwerkgiebel, wohl Anfang 19. Jahrhundert                                              | D-5-74-147-39           | weitere Bilder           |
| Fischbrunn 4 (Standort)  | Scheune                  | Fachwerkbau auf Steinsockel, bezeichnet „1727“                                                                                       | D-5-74-147-38 zugehörig | weitere Bilder           |
| Fischbrunn 11 (Standort) | Ehemaliges Wohnstallhaus | Eingeschossiger Steildachbau mit reichem Fachwerkgiebel, 18. Jahrhundert                                                             | D-5-74-147-40           | Ehemaliges Wohnstallhaus |
| Fischbrunn 15 (Standort) | Bauernhof                | Zweigeschossiges massives Wohnstallhaus mit Fachwerkgiebel, erste Hälfte 19. Jahrhundert Scheune: Fachwerkbau, Mitte 18. Jahrhundert | D-5-74-147-41           | Bauernhof                |
| Fischbrunn 34 (Standort) | Ehemaliges Wohnstallhaus | Eingeschossiger Steildachbau mit reichem Giebelfachwerk, 18. Jahrhundert                                                             | D-5-74-147-37           | weitere Bilder           |

### Guntersrieth
| Lage                       | Objekt                   | Beschreibung | Akten-Nr.      | Bild                     |
| -------------------------- | ------------------------ | --- | -------------- | ------------------------ |
| Guntersrieth 4 (Standort)  | Scheune                  | Fachwerkbau mit Satteldach, bezeichnet „1700“                                                                      | D-5-74-147-42  | BW                       |
| Guntersrieth 7 (Standort)  | Ehemaliges Wohnstallhaus | eingeschossiger Steildachbau, rückwärtiger Giebel Fachwerk, 18. Jahrhundert Scheune: Kalksteinbau, 19. Jahrhundert | D-5-74-147-43  | Ehemaliges Wohnstallhaus |
| In Guntersrieth (Standort) | Scheune                  | Eingeschossiger Fachwerkbau mit Satteldach und giebelseitigem Korbbogentor, dendrochronologisch datiert 1649       | D-5-74-147-100 | Scheune                  |

### Hartmannshof
| Lage                                                      | Objekt                               | Beschreibung | Akten-Nr.      | Bild           |
| --------------------------------------------------------- | ------------------------------------ | --- | -------------- | -------------- |
| Bachstraße 3 (Standort)                                   | Scheune                              | Steildachbau, Erdgeschoss Kalksteinquader, Giebel Fachwerk, 18. Jahrhundert                                                                                   | D-5-74-147-109 | BW             |
| Bahnhofstraße 7 a, bei Streckenkilometer 36,96 (Standort) | Ehemaliges Stationsgebäude           | Ehemaliges Stationsgebäude der vormaligen Ostbahnen, zweigeschossiger Satteldachbau mit Gesimsgliederung, östlich erdgeschossiger Satteldachanbau, um 1850/60 | D-5-74-147-53  | weitere Bilder |
| Hersbrucker Straße 5 (Standort)                           | Evangelisch-lutherische Pfarrkirche  | Flachgedeckter Saalbau mit Walmdach und eingezogenem Chor, Fassadenturm mit Zeltdach, von Hans Pittroff, 1929–1931; mit Ausstattung                           | D-5-74-147-47  | weitere Bilder |
| Hersbrucker Straße 18 (Standort)                          | Wohnstallhaus                        | zweigeschossiger, verputzter Traufseitbau mit Satteldach und Fachwerkobergeschoss, westlicher Giebel Bruchstein, letztes Viertel 17. Jh.                      | D-5-74-147-132 | BW             |
| Hersbrucker Straße 24 (Standort)                          | Gasthaus                             | Zweigeschossiger massiver Traufseitbau mit Satteldach und Zwerchhaus, bezeichnet „1736“                                                                       | D-5-74-147-48  | BW             |
| Hersbrucker Straße 26 (Standort)                          | Ehemaliges Gasthaus zum Roten Ochsen | Zweigeschossiger giebelseitiger Satteldachbau mit Fachwerkobergeschoss und -giebel, 18. Jahrhundert                                                           | D-5-74-147-49  | weitere Bilder |
| Hersbrucker Straße 31 (Standort)                          | Ehemalige Posthalterei mit Gasthaus  | Zweigeschossiger Massivbau mit Walmdach, im Kern mittelalterlich, Erweiterung nach Süden um 1750                                                              | D-5-74-147-113 | BW             |
| Mühlweg 4 (Standort)                                      | Mühle                                | Zweigeschossiger langgestreckter Satteldachbau, Obergeschoss und Giebel mit reichem Fachwerk, bezeichnet „1790“                                               | D-5-74-147-51  | weitere Bilder |
| Nähe Bachstraße (Standort)                                | Scheune                              | Steildachbau, Erdgeschoss Kalksteinquader, Giebel Fachwerk, 18. Jahrhundert                                                                                   | D-5-74-147-45  | BW             |
| Nähe Bachstraße (Standort)                                | Scheune                              | Fachwerkbau mit Satteldach, 18. Jahrhundert | D-5-74-147-46  | BW             |

### Hegendorf
| Lage                   | Objekt                   | Beschreibung                                                                                   | Akten-Nr.               | Bild           |
| ---------------------- | ------------------------ | ---------------------------------------------------------------------------------------------- | ----------------------- | -------------- |
| Hegendorf 1 (Standort) | Bauernhof                | Wohnstallhaus: eingeschossiger Steildachbau, 18. Jahrhundert, mit Erkeraufbau, 19. Jahrhundert | D-5-74-147-54           | weitere Bilder |
| Hegendorf 1 (Standort) | Scheune                  | Fachwerkbau, 19. Jahrhundert, mit angebautem Nebengebäude                                      | D-5-74-147-54 zugehörig | weitere Bilder |
| Hegendorf 3 (Standort) | Ehemaliges Wohnstallhaus | Zweigeschossiger massiver Steildachbau, bezeichnet „1769“, Aufstockung 1924                    | D-5-74-147-55           | weitere Bilder |
| Hegendorf 4 (Standort) | Scheune                  | Eingeschossiger Satteldachbau mit reichem Fachwerk, spätes 18. Jahrhundert                     | D-5-74-147-56           | weitere Bilder |
| Hegendorf 5 (Standort) | Wohnstallhaus            | Eingeschossiger Steildachbau mit Fachwerkgiebel, bezeichnet „1779“                             | D-5-74-147-57           | weitere Bilder |

### Heldmannsberg
| Lage                                                             | Objekt                                    | Beschreibung | Akten-Nr.               | Bild           |
| ---------------------------------------------------------------- | ----------------------------------------- | --- | ----------------------- | -------------- |
| Heldmannsberg 14; an die Westwand der Kirche angebaut (Standort) | Katholisches Pfarrhaus                    | Zweigeschossiger Walmdachbau mit Putzgliederung, 1772 | D-5-74-147-60           | weitere Bilder |
| Heldmannsberg 14 a (Standort)                                    | Katholische Pfarrkirche Mariä Himmelfahrt | Saalbau mit nicht eingezogenem 3/8-Chor, Satteldach mit Dachreiter und eingeschossigem Sakristeianbau mit Satteldach am Chor, von Wolfgang Hurstetter, bezeichnet „1674“; mit Ausstattung | D-5-74-147-58           | weitere Bilder |
| Heldmannsberg 14 a (Standort)                                    | Friedhofsmauer                            | Steinmauer mit reich gegliedertem Portal, spätes 17. Jahrhundert | D-5-74-147-58 zugehörig | weitere Bilder |

### Heuchling
| Lage                    | Objekt   | Beschreibung                                                                   | Akten-Nr.     | Bild |
| ----------------------- | -------- | ------------------------------------------------------------------------------ | ------------- | ---- |
| Heuchling 12 (Standort) | Gasthaus | Zweigeschossiges Wirtshaus, hoher Fachwerkgiebel, erste Hälfte 19. Jahrhundert | D-5-74-147-61 | BW   |

### Hofstetten
| Lage                    | Objekt                   | Beschreibung                                                             | Akten-Nr.              | Bild           |
| ----------------------- | ------------------------ | ------------------------------------------------------------------------ | ---------------------- | -------------- |
| Hofstetten 3 (Standort) | Ehemaliges Wohnstallhaus | Eingeschossiger Steildachbau mit Fachwerkgiebel, im Kern 18. Jahrhundert | D-5-74-147-62 Wikidata | weitere Bilder |

### Hohenstadt
| Lage | Objekt                                                                  | Beschreibung | Akten-Nr.      | Bild           |
| --- | ----------------------------------------------------------------------- | --- | -------------- | -------------- |
| Adlerstraße 2 (Standort) | Wohnstallhaus                                                           | Zweigeschossiges Massivbau mit Steilsatteldach, bezeichnet „1839“ Einfriedung: niedrige Sandsteinmauer mit Ornament-Eisengitterzaun, zweite Hälfte 19. Jahrhundert | D-5-74-147-64  | BW             |
| Adlerstraße 9 (Standort) | Evangelisch-Lutherische Pfarrkirche Sankt Wenzeslaus und Sankt Wolfgang | Saalbau mit Satteldach und eingezogenem Rechteckchor, rechteckiger Chorflankenturm mit Zwiebelhaube, Turm im Kern 15. Jahrhundert, Langhaus und Turmdach 1723, erneuert 1779; mit Ausstattung Kirchhofmauer: ringförmige Mauer aus Natursteinquadern, wohl 18. Jahrhundert                                                                   | D-5-74-147-73  | BW             |
| Adlerstraße 12 (Standort) | Pfarrhaus                                                               | Zweigeschossiger verputzter Walmdachbau mit Sohlbankgesims, Mitte 19. Jahrhundert | D-5-74-147-63  | BW             |
| Bahnlinie Hersbruck–Pommelsbrunn; am Ortseingang vor Einkaufszentrum (Standort)                                                    | Eisenbahnviadukt                                                        | Dreibogiger Massivbau, um 1875, Teil der am 15. Oktober 1877 eröffneten Verbindungsstrecke von Fichtelgebirgsbahn zur Ostbahn | D-5-74-147-108 | BW             |
| Brunnengasse 6; Nähe Brunnengasse (Standort)                                                                                       | Bauernhof                                                               | Wohnstallhaus: zweigeschossiger langgestreckter Kalksteinbau, verputzt, bezeichnet 17. Jahrhundert (18. Jahrhundert) Scheune: stattlicher Steildachbau, mit reichem Fachwerk, 18. Jahrhundert | D-5-74-147-68  | BW             |
| Eschenbacher Weg 1; Bahnlinie Nürnberg–Schirnding; Hauptstraße 1; Nähe Bahnhof Hohenstadt;, bei Streckenkilometer 33,58 (Standort) | Ehemaliges Stationsgebäude der Fichtelgebirgsbahn                       | Dreigeschossiger Ziegelsteinbau mit Hausteingliederung und Walmdach, um 1875 Ehemalige Güterabfertigungshalle: Ziegelsteinbau, um 1875 Lampenbude: wohl Ende 19./Anfang 20. Jahrhundert | D-5-74-147-107 | BW             |
| Grenzstein, am westlichen Ortsende nahe Südufer der Pegnitz (Standort)                                                             | Grenzstein                                                              | Wohl 17./18. Jahrhundert | D-5-74-147-80  | BW             |
| Happurger Straße 7 (Standort) | Mühle                                                                   | Stattlicher, zweigeschossiger Steilsatteldachbau mit Schopf, Schleppgauben und Lisenengliederung, bezeichnet „1789“ | D-5-74-147-69  | weitere Bilder |
| Hauptstraße 8 (Standort) | Gasthaus                                                                | Zweigeschossiger traufseitiger Massivbau mit Steilsatteldach, 17./18. Jahrhundert | D-5-74-147-70  | BW             |
| Hauptstraße 15; Happurger Straße 1 (Standort)                                                                                      | Ehemaliges Wohnstallhaus                                                | Zweigeschossiger verputzter Steilsatteldachbau mit Schopf, 18. Jahrhundert Scheune: eingeschossiger Fachwerkbau mit Steilsatteldach, 18. Jahrhundert | D-5-74-147-71  | BW             |
| Hauptstraße 23; Nähe Hauptstraße (Standort)                                                                                        | Ehemaliges Bauernhaus                                                   | Zweigeschossiger traufseitiger Sandsteinquaderbau mit Steildach, Zwerchhaus mit Satteldach und Gesimsgliederung, 1889 Scheune: zweigeschossiger Steildachbau mit massivem Erdgeschoss und Fachwerkobergeschoss und -giebel, an der Giebelseite Schopf und Stichbogentor, 18. Jahrhundert                                                     | D-5-74-147-72  | BW             |
| Nähe Hauptstraße (Standort) | Kellerhaus                                                              | zweigeschossiger Traufseitbau mit massivem Kellergeschoss aus Sandsteinquadern und Fachwerkaufbau, 18. Jahrhundert | D-5-74-147-118 | BW             |
| Nähe Hauptstraße (Standort) | Scheune                                                                 | eingeschossiger, giebelständiger und verputzter Bruchsteinbau mit Steilsatteldach, 18./frühes 19. Jahrhundert | D-5-74-147-128 | BW             |
| Markgrafenstraße 3 (Standort) | Bauernhof                                                               | Hopfenbauernhaus: zweigeschossiger giebelständiger Schopfwalmdachbau, 18./19. Jahrhundert Bauernhaus: zweigeschossiger traufständiger Schopfwalmdachbau, 19. Jahrhundert Scheune: massiver Schopfwalmdachbau mit Fachwerkgiebel, 18. Jahrhundert                                                                                             | D-5-74-147-75  | BW             |
| Markgrafenstraße 5 (Standort) | Scheune                                                                 | Eingeschossiger, giebelständiger Fachwerkbau mit Steilsatteldach und Schopf, 18./frühes 19. Jahrhundert | D-5-74-147-76  | BW             |
| Markgrafenstraße 7; Nähe Markgrafenstraße (Standort)                                                                               | Hopfenbauernhaus                                                        | Stattlicher zweigeschossiger Steilsatteldachbau mit Schopf und Zwerchhaus mit Satteldach, 18./frühes 19. Jahrhundert Scheune: eingeschossiger, massiver Steilsatteldachbau mit Schopf, zweite Hälfte 19. Jahrhundert | D-5-74-147-77  | BW             |
| Pegnitztalstraße 29 (Standort) | Villa                                                                   | Zweigeschossiger verputzter Massivbau mit Pyramidendach, Zwerchhausgiebel mit Fachwerk und abgewalmten Satteldach mit Eulenloch sowie Schleppgauben, an der Südseite Holzbalkon, an der Ostseite eingeschossiger Vorbau mit Walmdach, von Johann Georg Goll, 1912 Villengarten: durch Treppen und Wege gestaltete Gartenfläche, gleichzeitig | D-5-74-147-123 | BW             |
| Wagnersgasse 2 (Standort) | Scheune                                                                 | Eingeschossiger Fachwerkbau mit Halbwalmdach und Eulenloch, 1660 (dendrochronologisch datiert), südliche Traufwand wohl 18. Jahrhundert, Nordwand und Teil der Westwand erneuert | D-5-74-147-110 | BW             |
| Zehntweg 4; Nähe Markgrafenstraße (Standort)                                                                                       | Bauernhaus                                                              | Stattlicher Bau mit Fachwerkobergeschoss und -giebel, im Kern Ende 16. Jahrhundert, im Dachgeschoss bezeichnet „1808“ und „1820“, um 1900 mit ausladendem Zwerchhaus erweitert Scheune, zweigeschossiger Schopfwalmbau mit hohem Giebel, drittes Viertel 17. Jahrhundert                                                                     | D-5-74-147-98  | BW             |

### Hubmersberg
| Lage                                                  | Objekt        | Beschreibung | Akten-Nr.      | Bild           |
| ----------------------------------------------------- | ------------- | --- | -------------- | -------------- |
| Hubmersberg 5 (Standort)                              | Scheune       | Verputzter Kalksteinbau mit Fachwerkgiebel, 19. Jahrhundert | D-5-74-147-81  | weitere Bilder |
| Hubmersberg 6 (Standort)                              | Bauernhof     | Wohnstallhaus: großer zweigeschossiger massiver Steildachbau, im Kern 18. Jahrhundert, aufgestockt 1889 Scheune: mit Fachwerkgiebel, 18. Jahrhundert, erweitert um zweite Fachwerkscheune, wohl zweite Hälfte 19. Jahrhundert | D-5-74-147-82  | BW             |
| Hubmersberg 7 (Standort)                              | Wohnstallhaus | Großer zweigeschossiger Kalksteinbau, verputzt, mit Steildach, Mitte 19. Jahrhundert | D-5-74-147-83  | weitere Bilder |
| Leitenberg; in Waldtal südlich Hubmersberg (Standort) | Gedenkstätte  | Gruftanlage mit hoher Granitstele, nach Entwurf von Ernst Rücker, 1955 | D-5-74-147-106 | BW             |

### Hunas
| Lage                         | Objekt                   | Beschreibung | Akten-Nr.     | Bild           |
| ---------------------------- | ------------------------ | --- | ------------- | -------------- |
| Hunas 2 (Standort)           | Ehemaliges Wohnstallhaus | Massiver Steildachbau mit reichem Fachwerkgiebel, zweite Hälfte 18. Jahrhundert                                                                              | D-5-74-147-84 | weitere Bilder |
| Hunas 3 (Standort)           | Ehemaliges Wohnstallhaus | Eingeschossiger Satteldachbau mit verputztem Giebelfachwerk, 18. Jahrhundert Scheune: großer Fachwerkbau, wohl spätes 17. Jahrhundert/frühes 18. Jahrhundert | D-5-74-147-85 | BW             |
| Hunas 7; In Hunas (Standort) | Ehemaliges Wohnstallhaus | Steildachbau mit verputztem Fachwerkgiebel, 18. Jahrhundert Scheune: Erdgeschoss Kalksteinquader, Obergeschoss Fachwerk, 18./19. Jahrhundert                 | D-5-74-147-86 | weitere Bilder |

### Kleinviehberg
| Lage                       | Objekt               | Beschreibung | Akten-Nr.     | Bild |
| -------------------------- | -------------------- | --- | ------------- | ---- |
| Kleinviehberg 1 (Standort) | Ehemaliges Wirtshaus | Zweigeschossiger Massivbau mit Schopfwalmdach, wohl Anfang 19. Jahrhundert Scheune: massiv, 19. Jahrhundert | D-5-74-147-87 | BW   |
| Kleinviehberg 4 (Standort) | Wohnstallhaus        | Eingeschossiger massiver Schopfwalmdachbau, im Kern 17. Jahrhundert Scheune: kleiner massiver Satteldachbau, zweite Hälfte 19. Jahrhundert Scheune: Fachwerkbau, im Kern 17. Jahrhundert, durch Ortsdurchgangsstraße abgetrennt | D-5-74-147-88 | BW   |

### Mittelburg
| Lage                     | Objekt                    | Beschreibung | Akten-Nr.               | Bild           |
| ------------------------ | ------------------------- | --- | ----------------------- | -------------- |
| Mittelburg 10 (Standort) | Ehemaliges Tagelöhnerhaus | Erdgeschossiges Wohnstallhaus mit Satteldach und Fachwerkgiebel, um 1830 | D-5-74-147-101          | BW             |
| Mittelburg 12 (Standort) | Ehemaliges Wohnstallhaus  | Eingeschossiger langgestreckter Satteldachbau mit Fachwerkgiebel, 19. Jahrhundert | D-5-74-147-89 Wikidata  | weitere Bilder |
| Mittelburg 14 (Standort) | Sogenannte Schneiderburg  | Malerische Gesamtanlage mit viergeschossigem Turmbau, Kalksteinbauweise mit Fachwerkaufbau, um 1923 Zeitgleiches zweigeschossiges Nebengebäude und Umfassungsmauer, Kalksteinmauerwerk | D-5-74-147-102 Wikidata | weitere Bilder |

### Reckenberg
| Lage                                           | Objekt    | Beschreibung | Akten-Nr.     | Bild           |
| ---------------------------------------------- | --------- | --- | ------------- | -------------- |
| Reckenberg 1; Schwand; Reckenberg 2 (Standort) | Bauernhof | Wohnstallhaus: stattlicher zweigeschossiger Kalksteinbau, verputzt, mit Steildach, erste Hälfte 19. Jahrhundert Austragshaus: Steildachbau mit verputztem Fachwerkgiebel, zweite Hälfte 18. Jahrhundert Scheune: massiver Steildachbau mit rückwärtigem Fachwerkgiebel, 18./19. Jahrhundert Backofen: 19. Jahrhundert | D-5-74-147-91 | weitere Bilder |

### Waizenfeld
| Lage                    | Objekt    | Beschreibung | Akten-Nr.     | Bild           |
| ----------------------- | --------- | --- | ------------- | -------------- |
| Waizenfeld 2 (Standort) | Bauernhof | Wohnstallhaus: eingeschossiger Steildachbau, wohl zweite Hälfte 18. Jahrhundert Scheune: Steildachbau mit Fachwerkgiebel und giebelseitiger Korbbogenzufahrt, 18./19. Jahrhundert | D-5-74-147-99 | weitere Bilder |

### Wüllersdorf
| Lage                      | Objekt        | Beschreibung | Akten-Nr.              | Bild          |
| ------------------------- | ------------- | --- | ---------------------- | ------------- |
| In Wüllersdorf (Standort) | Scheune       | Fachwerkbau mit Steildach, 19. Jahrhundert                                                                                             | D-5-74-147-92 Wikidata | Scheune       |
| Wüllersdorf 3 (Standort)  | Scheune       | Massiver Satteldachbau mit Fachwerkgiebel, 19. Jahrhundert                                                                             | D-5-74-147-93          | BW            |
| Wüllersdorf 5 (Standort)  | Wohnstallhaus | Eingeschossiger Steildachbau mit rückwärtigem Fachwerkgiebel, 18. Jahrhundert, erneuert 1829 Scheune: mit reichem Fachwerkgiebel, 1829 | D-5-74-147-95 Wikidata | Wohnstallhaus |

## Ehemalige Baudenkmäler
In diesem Abschnitt sind Objekte aufgeführt, die früher einmal in der Denkmalliste eingetragen waren, jetzt aber nicht mehr. Objekte, die in anderem Zusammenhang – also z. B. als Teil eines Baudenkmals – weiter eingetragen sind, sollen hier nicht aufgeführt werden. Aktennummern in diesem Abschnitt sind ehemalige, jetzt nicht mehr gültige Aktennummern.

| Lage                                                        | Objekt                   | Beschreibung | Akten-Nr.     | Bild           |
| ----------------------------------------------------------- | ------------------------ | --- | ------------- | -------------- |
| Pommelsbrunn Arzloher Straße 7 (Standort)                   | Sogenannte Weidenmühle   | Mühle: zweigeschossiger Schopfwalmdachbau, mit verputztem Fachwerk, zum Teil erneuert, 18. Jahrhundert Mühlgraben                                                            | D-5-74-147-1  | weitere Bilder |
| Hartmannshof Hersbrucker Straße 29; am Schulhaus (Standort) | Grenzstein               | Bezeichnet „1750“ | D-5-74-147-52 | BW             |
| Hegendorf Hegendorf 3 (Standort)                            | Ehemaliges Wohnstallhaus | Zugehörige Scheune, 18./19. Jahrhundert | D-5-74-147-55 | BW             |
| Heldmannsberg Heldmannsberg 5 (Standort)                    | Wohnstallhaus            | Zweigeschossiger Kalksteinbau, verputzt, 18. Jahrhundert | D-5-74-147-59 | weitere Bilder |
| Hohenstadt Adlerstraße 13, 15 (Standort)                    | Ehemaliges Wohnstallhaus | Zweigeschossiger Satteldachbau mit Fachwerkobergeschoss und -giebel, wohl spätes 17. Jahrhundert                                                                             | D-5-74-147-66 | BW             |
| Hohenstadt Brunnengasse 3 (Standort)                        | Wohnstallhaus            | Eingeschossiger Satteldachbau mit Fachwerkgiebel, im Kern 1680, Nordwestgiebel nach 1695 erneuert, erweitert um zweigeschossigen Anbau, wohl Ende 19./Anfang 20. Jahrhundert | D-5-74-147-67 | BW             |
| Hohenstadt Markgrafenstraße 2 (Standort)                    | Inschrifttafel           | Alte Bezeichnung „1717“; am Bauernhaus | D-5-74-147-74 | BW             |